# Cesarino Franco
Cesarino Franco oder Cesare Franco (* 4. Dezember 1884 in Acquaviva delle Fonti; † 30. Oktober 1959 in Bari) war ein italienischer Flötist, Komponist und Vetter von Cesare Franco.

## Werke
- Berceuse, Bari 1916
- Capriccio
- Il passato non torna più
- I figli del pastore, Duett für zwei Flöten
- Due passi in campagna
- La fine d’un fiore
- La Signorina pazza, Bari 1942
- Mazurka da concerto, Op. 1, 1916
- Minuetto
- Sarà!...
- Scherzo, Op. 2, 1917
- Galopp
- Violinkonzert in C-Dur.[3]

## Diskografie
- Cesare Franco und Cesarino Franco: Musica ritrovata… ad Acquaviva delle Fonti. Giuseppe Bini (Klavier), Natalizia Carone (Sopran), Ferdinando Dascoli (Flöte) und Riccardo Perpich (Violine).